# Linia kolejowa nr 187
Linia kolejowa nr 187 – jednotorowa, niezelektryfikowana linia kolejowa znaczenia miejscowego w Rudzie Śląskiej. Początkiem linii jest KWK Pokój (dawniej Ruda Kochłowice), a stacja końcowa to Ruda Orzegów. Na linii prowadzony jest wyłącznie ruch towarowy. Odcinek od KWK Pokój do stacji Ruda Śląska Kochłowice został rozebrany, a wiadukty będące w ciągu linii kolejowej (nad ulicą Korfantego - Ruda Śląska, nad ulicą Tunkla) lub nad linią kolejową (ulica Katowicka, Ruda Śląska) zostały zlikwidowane.